# Dreamsicle
Dreamsicle è il sesto album in studio della cantautrice statunitense Maren Morris, pubblicato il 9 maggio 2025 dalla Columbia Records.
L'album è stato preceduto dall'uscita di un EP intitolato Intermission (2024) e di tre singoli: People Still Show Up, Carry Me Through e Bed No Breakfast.

## Tracce
1. Lemonade – 2:58 (Maren Morris, Jordan K. Johnson, Stefan Johnson, Michael Pollack, Ali Tamposi, Isaiah Tejada)
2. People Still Show Up – 2:52 (Morris, Jack Antonoff, Laura Veltz)
3. Cry in the Car – 2:47 (Morris, Tobias Jesso Jr., Josette Maskin, Naomi McPherson)
4. Cut! (featuring Julia Michaels) – 2:08 (Morris, Caroline Ailin, Joel Little, Julia Michaels)
5. Bed No Breakfast – 2:26 (Morris, Delacey, J. Johnson, S. Johnson, John Ryan)
6. Dreamsicle – 2:58 (Morris)
7. I Hope I Never Fall in Love – 3:36 (Morris, Evan Blair, Delacey, Lucy Healey)
8. Too Good – 2:40 (Morris, Jesso, Little)
9. Push Me Over – 3:36 (Morris, Catherine Gavin, Jesso, Maskin, McPherson)
10. Because, of Course – 2:47 (Morris, Mike Elizondo, Pollack, Veltz)
11. Grand Bouquet – 3:46 (Morris, Antonoff, Veltz)
12. This Is How a Woman Leaves – 2:49 (Morris, Sarah Buxton, Madi Diaz)
13. Carry Me Through – 3:35 (Morris, Greg Kurstin)
14. Holy Smoke – 4:37 (Morris, Antonoff, Veltz)